# Deirochelyinae
I deirochelini (Deirochelyinae Agassiz, 1857) sono una sottofamiglia di testuggini d'acqua dolce della famiglia degli emididi, che hanno abitudini prettamente acquatiche.

## Etimologia
Il nome Deirochelyinae è una parola composta da Deirochelys (l'unico genere originariamente assegnato a questa sottofamiglia da Louis Agassiz), e dal suffisso ‑inae che indica una sottofamiglia zoologica.

## Tassonomia
La sottofamiglia dei deirochelini comprende 6 generi, con le relative specie e sottospecie:

### Genere:ChrysemysGray, 1844
- Chrysemys picta (Schneider, 1783) – testuggine dipinta
  - C. p. picta (Schneider, 1783) – testuggine dipinta orientale
  - C. p. bellii (Gray, 1831) – testuggine dipinta occidentale
  - C. p. dorsalis Agassiz, 1857 – testuggine dipinta meridionale
  - C. p. marginata Agassiz, 1857 – testuggine dipinta centrale

### Genere:DeirochelysAgassiz, 1857
- Deirochelys reticularia (Latreille in Sonnini & Latreille, 1802) – testuggine reticolata
  - D. r. reticularia (Latreille in Sonnini & Latreille, 1802) – testuggine reticolata orientale
  - D. r. chrysea Schwartz, 1956 – testuggine reticolata della Florida
  - D. r. miaria Schwartz, 1956 – testuggine reticolata occidentale

### Genere:GraptemysAgassiz, 1857
- Graptemys barbouri Carr & Marchand, 1942 – testuggine geografica di Barbour
- Graptemys caglei Haynes & McKown, 1974 – testuggine geografica di Cagle
- Graptemys ernsti Lovich & McCoy, 1992 – testuggine geografica del fiume Escambia
- Graptemys flavimaculata Cagle, 1954 – testuggine geografica dalle macchie gialle
- Graptemys geographica (Lesueur, 1817) – testuggine geografica settentrionale
- Graptemys gibbonsi Lovich & McCoy, 1992 – testuggine geografica del fiume Pascagoula
- Graptemys nigrinoda Cagle, 1954 – testuggine geografica dalle gobbe nere
- Graptemys oculifera (Baur, 1890) – testuggine geografica dagli anelli
- Graptemys ouachitensis Cagle, 1953 – testuggine geografica del fiume Ouachita
- Graptemys pearlensis Ennen, Lovich, Kreiser, Selman & Qualls, 2010 – testuggine geografica del fiume Pearl
- Graptemys pseudogeographica (Gray, 1831) – falsa testuggine geografica
  - G. p. pseudogeographica (Gray, 1831) – testuggine geografica del fiume Missouri
  - G. p. kohni (Baur, 1890) – testuggine geografica del fiume Mississippi
- Graptemys pulchra Baur, 1893 – testuggine geografica dell'Alabama
- Graptemys sabinensis Cagle, 1953 – testuggine geografica del fiume Sabine
- Graptemys versa Stejneger, 1925 – testuggine geografica del Texas

### Genere:MalaclemysGray, 1844
- Malaclemys terrapin (Schoepff, 1793) – testuggine dal dorso di diamante
  - M. t. terrapin (Schoepff, 1793) – testuggine dal dorso di diamante settentrionale
  - M. t. centrata (Latreille in Sonnini & Latreille, 1802) – testuggine dal dorso di diamante della Carolina
  - M. t. littoralis Hay, 1904 – testuggine dal dorso di diamante del Texas
  - M. t. macrospilota Hay, 1904 – testuggine dal dorso di diamante ornata
  - M. t. pileata (Wied-Neuwied, 1865) – testuggine dal dorso di diamante del Mississippi
  - M. t. rhizophorarum Fowler, 1906 – testuggine dal dorso di diamante delle mangrovie
  - M. t. tequesta Schwartz, 1955 – testuggine dal dorso di diamante della Florida orientale

### Genere:PseudemysGray, 1856
- Pseudemys alabamensis Baur, 1893 – testuggine cooter dal ventre rosso dell'Alabama
- Pseudemys concinna (Le Conte, 1830) – testuggine cooter di fiume
  - P. c. concinna (Le Conte, 1830) – testuggine cooter di fiume orientale
  - P. c. floridiana (Le Conte, 1830) – testuggine cooter delle Pianure Costiere
- Pseudemys gorzugi Ward, 1984 – testuggine cooter del Rio Grande
- Pseudemys nelsoni Carr, 1938 – testuggine cooter dal ventre rosso della Florida
- Pseudemys peninsularis Carr, 1938 – testuggine cooter della Penisola
- Pseudemys rubriventris (Le Conte, 1830) – testuggine cooter dal ventre rosso settentrionale
- Pseudemys suwanniensis Carr, 1937 – testuggine cooter del fiume Suwannee
- Pseudemys texana Baur, 1893 – testuggine cooter del Texas

### Genere:TrachemysAgassiz, 1857
- Trachemys adiutrix Vanzolini, 1995 – testuggine scivolatrice di Maranhão
- Trachemys callirostris (Gray, 1856)
  - T. c. callirostris (Gray, 1856) – testuggine scivolatrice Colombiana
  - T. c. chichiriviche (Pritchard & Trebbau, 1984) – testuggine scivolatrice Venezuelana
- Trachemys decorata (Barbour & Carr, 1940) – testuggine scivolatrice di Hispaniola
- Trachemys decussata (Gray, 1831) – testuggine scivolatrice Cubana
  - T. d. decussata (Gray, 1831) – testuggine scivolatrice Cubana orientale
  - T. d. angusta (Barbour & Carr, 1940) – testuggine scivolatrice Cubana occidentale
- Trachemys dorbigni (Duméril & Bibron, 1835)
  - T. d. dorbigni (Duméril & Bibron, 1835)  – testuggine scivolatrice di D'Orbigny
  - T. d. brasiliensis (Freiberg, 1969)  – testuggine scivolatrice Brasiliana
- Trachemys gaigeae (Hartweg, 1939) – testuggine scivolatrice dell'Altopiano Messicano
  - T. g. gaigeae (Hartweg, 1939) – testuggine scivolatrice del Big Bend
  - T. g. hartwegi (Legler, 1990) – testuggine scivolatrice del fiume Nazas
- Trachemys grayi (Bocourt, 1868) – testuggine scivolatrice Mesoamericana occidentale
  - T. g. grayi (Bocourt, 1868) – testuggine scivolatrice del Tehuantepec
  - T. g. emolli (Legler, 1990) – testuggine scivolatrice Nicaraguense
  - T. g. panamensis McCord, Joseph-Ouni, Hagen & Blanck, 2010 – testuggine scivolatrice Panamense
- Trachemys nebulosa (Van Denburgh, 1895)
  - T. n. nebulosa (Van Denburgh, 1895) – testuggine scivolatrice della Bassa California
  - T. n. hiltoni (Carr, 1942) – testuggine scivolatrice di El Fuerte
- Trachemys ornata (Gray, 1831) – testuggine scivolatrice ornata
- Trachemys scripta (Thunberg in Schoepff, 1792) – testuggine palustre Americana (o scivolatrice comune)
  - T. s. elegans (Wied-Neuwied, 1839) – testuggine dalle orecchie rosse (o scivolatrice dalle orecchie rosse)
  - T. s. scripta (Thunberg in Schoepff, 1792) – testuggine dalle orecchie gialle (o scivolatrice dal ventre giallo)
  - T. s. troostii (Holbrook, 1836) – testuggine dalle orecchie arancioni (o scivolatrice del fiume Cumberland)
- Trachemys stejnegeri (Schmidt, 1928) – testuggine scivolatrice delle Antille Centrali
  - T. s. stejnegeri (Schmidt, 1928) – testuggine scivolatrice Portoricana
  - T. s. malonei (Barbour & Carr, 1938) – testuggine scivolatrice di Inagua
  - T. s. vicina (Barbour & Carr, 1940) – testuggine scivolatrice Dominicana
- Trachemys taylori (Legler, 1960) – testuggine scivolatrice di Cuatro Ciénegas
- Trachemys terrapen (Bonnaterre, 1789) – testuggine scivolatrice Giamaicana
- Trachemys venusta (Gray, 1856) – testuggine scivolatrice Mesoamericana orientale
  - T. v. venusta (Gray, 1856) – testuggine scivolatrice Mesoamericana
  - T. v. cataspila (Günther, 1885) – testuggine scivolatrice della Huasteca
  - T. v. iversoni McCord, Joseph-Ouni, Hagen & Blanck, 2010 – testuggine scivolatrice dello Yucatan
  - T. v. uhrigi McCord, Joseph-Ouni, Hagen & Blanck, 2010 – testuggine scivolatrice di Uhrig
- Trachemys yaquia (Legler & Webb, 1970) – testuggine scivolatrice di Yaqui